# Ella Van Kerkhoven
Ella Van Kerkhoven (Lovanio, 20 novembre 1993) è una calciatrice belga, centrocampista dell'OH Lovanio e della nazionale belga.

## Carriera

### Nazionale
Van Kerkhoven inizia ad essere convocata dalla Federazione calcistica del Belgio (URBSFA/KBVB) dal 2008, per indossare la maglia della formazione Under-15 in occasione della doppia amichevole con le pari età della Polonia del 10 e 12 maggio, entrambe vinte dalle belghe.
Di quello stesso anno è la convocazione nell'Under-17, prima nella doppia amichevole del 26 e 28 agosto con la Svizzera e poi con la squadra che affronta le qualificazioni all'edizione 2009 del campionato europeo di categoria, senza tuttavia marcare alcuna presenza in campo.
Per indossare nuovamente la maglia della sua nazionale, questa volta della formazione Under-19, deve attendere il 2011, facendo il suo esordio il 31 marzo, in occasione del secondo turno di qualificazione all'Europeo di Italia 2011, nell'incontro pareggiato 2-2 con le avversarie della Serbia, e giocando i rimanenti due incontri che vedono il Belgio raggiungere la fase finale del torneo per la prima volta nella sua storia sportiva. Van Kerkhoven scende in campo anche in tutti e tre gli incontri giocati dalla sua nazionale nella fase a gironi contro Svizzera, Russia e Italia, perse rispettivamente con il risultato di 4-1, 3-1 e nuovamente 3-1, che le valgono l'ultimo posto in classifica nel girone A e la conseguente eliminazione.
Da allora viene convocata con continuità, inserita in rosa anche per la successiva fase di qualificazione all'Europeo di Turchia 2012, fallendo però l'accesso alla fase finale, collezionando complessivamente 17 presenze e realizzando una rete, il 21 marzo 2012, in amichevole al Lussemburgo.
Ha l'occasione per indossare la maglia della nazionale maggiore il 2 giugno 2013, chiamata in occasione dell'amichevole vinta 3-0 con l'Ucraina ma rimanendo in panchina; quella tuttavia sarà l'unica convocazione fino al 2018, intervallata solo dalla partecipazione al Torneo di La Manga del 2019 con la formazione Under-23 dove è autrice di una rete alle pari età della Norvegia. Tornata in rosa con la nazionale maggiore dall'amichevole del 10 giugno 2018 con la Moldavia, fa il suo debutto il successivo 31 agosto, nell'incontro vinto per 1-0 sulla Romania, dove è anche autrice della rete della vittoria delle belghe, e valido per la qualificazione al Mondiale di Francia 2019. da allora viene più volte convocata, condividendo con le compagne il percorso della sua nazionale che, giunta tra le migliori seconde classificate per ogni girone della zona UEFA, si gioca l'accesso alla fase finale nei play-off, incontrando la Svizzera che la elimina alla prima fase per la regola dei gol fuori casa.

## Palmarès

### Club
- Campionato belga: 3

Anderlecht: 2017-2018, 2018-2019, 2021-2022

### Individuale
- Capocannoniere della Super League: 2

2017-2018, 2018-2019